# Église Saint-Martin de Templeuve-en-Pévèle
L'église Saint-Martin est une église catholique paroissiale située à Templeuve-en-Pévèle, dans le Nord, en région des Hauts-de-France.

## Histoire
Bâtie au XIe siècle, l'église est donnée en 1101 à l'abbaye d'Anchin par l'évêque de Tournai, Baudric.
En 1767, les travées occidentales de la nef sont élevées dans le même style que les autres et les arcades sont construites en briques. Les abaques sont quant à elle un rare pastiche d'œuvres du Moyen-Âge : la corbeille n'est pas évasée et les feuilles sont enroulées vers l'intérieur. 
De 1880 à 1883, l'église connaît de grands travaux d'agrandissement sous la direction de l'architecte Paul Destombes, qui transforme le chœur du XVIe siècle en hallekerque flamande. Le clocher est achevé en 1883. Pastiche d'œuvres normandes, ce clocher est surmonté d'une flèche datant du XVIIIe siècle. Dans la tour, se trouve également une cloche aux armes de Charles Quint, datant du XVIe siècle,.
Au XIXe siècle des transformations radicales sont opérées. La nef centrale est surélevée et garnie de fausses baies dans les voûtes en plâtre, les anciens berceaux en bois des trois chœurs sont recouverts d'enduit en 1846 et les vitraux sont remplacés à la fin du siècle.
Quelques tableaux des XVIe et XVIIe siècles sont toutefois conservés. C'est notamment le cas du Sacre de saint Martin, peint par Jehan Bellegambe en 1517, pour le retable du maître-autel.
Dans les années 2000, une colonie de murins à oreilles échancrées s'installe dans la nef de l'église. Cette colonie est unique dans le département du Nord. En 2016, des études sur leur comportement et leur migration sont notamment effectuées par la coordination mammalogique du Nord de la France.
Faute d'entretien conséquent, l'église est fermée en urgence à partir du 23 octobre 2020, et ce jusqu'à nouvel ordre. En effet, les charpentes supportant les voûtes sont attaquées par le mérule, provoquant un danger immédiat d'effondrement.

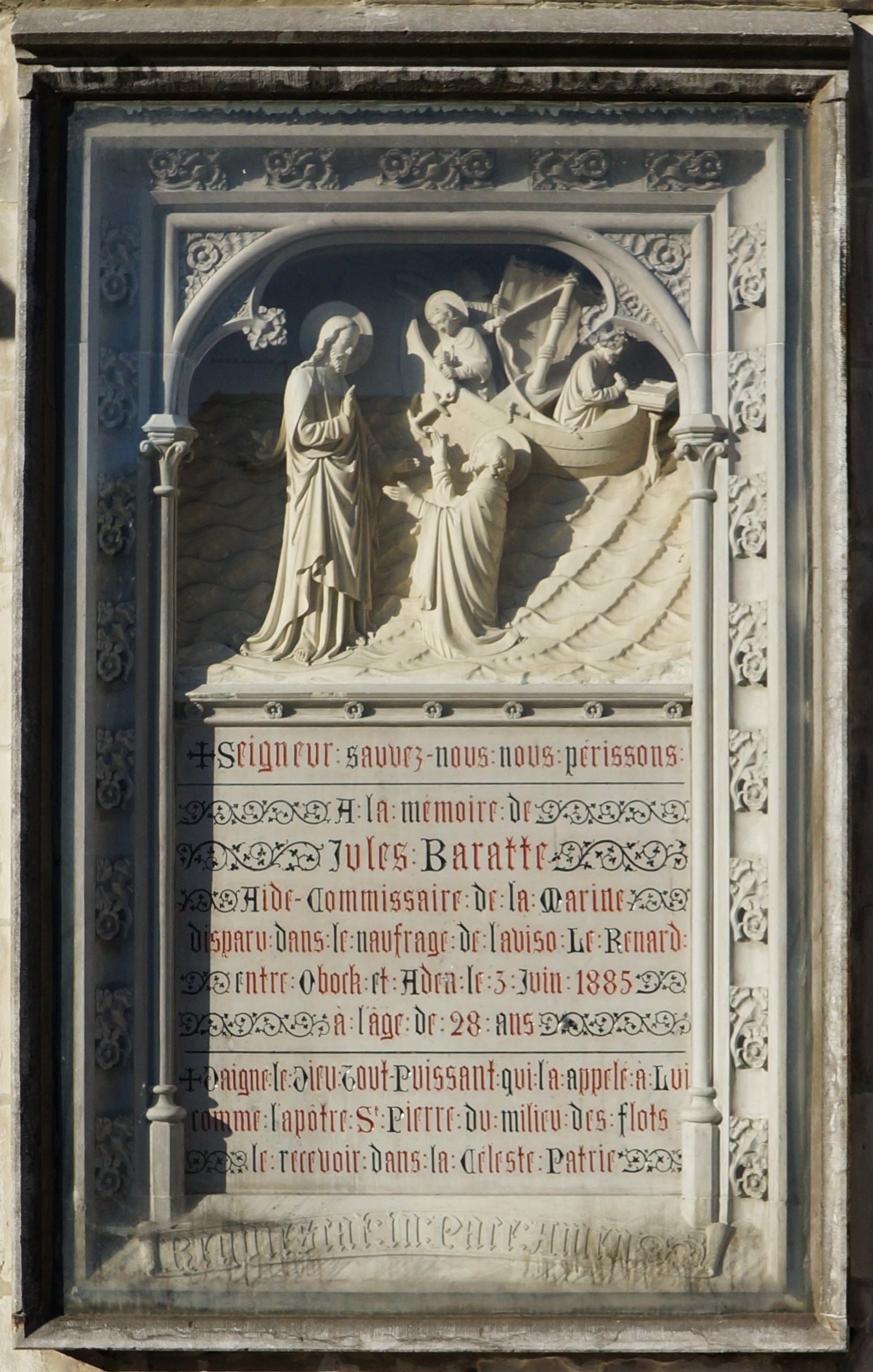
Pierre tombale de Jules Baratte.
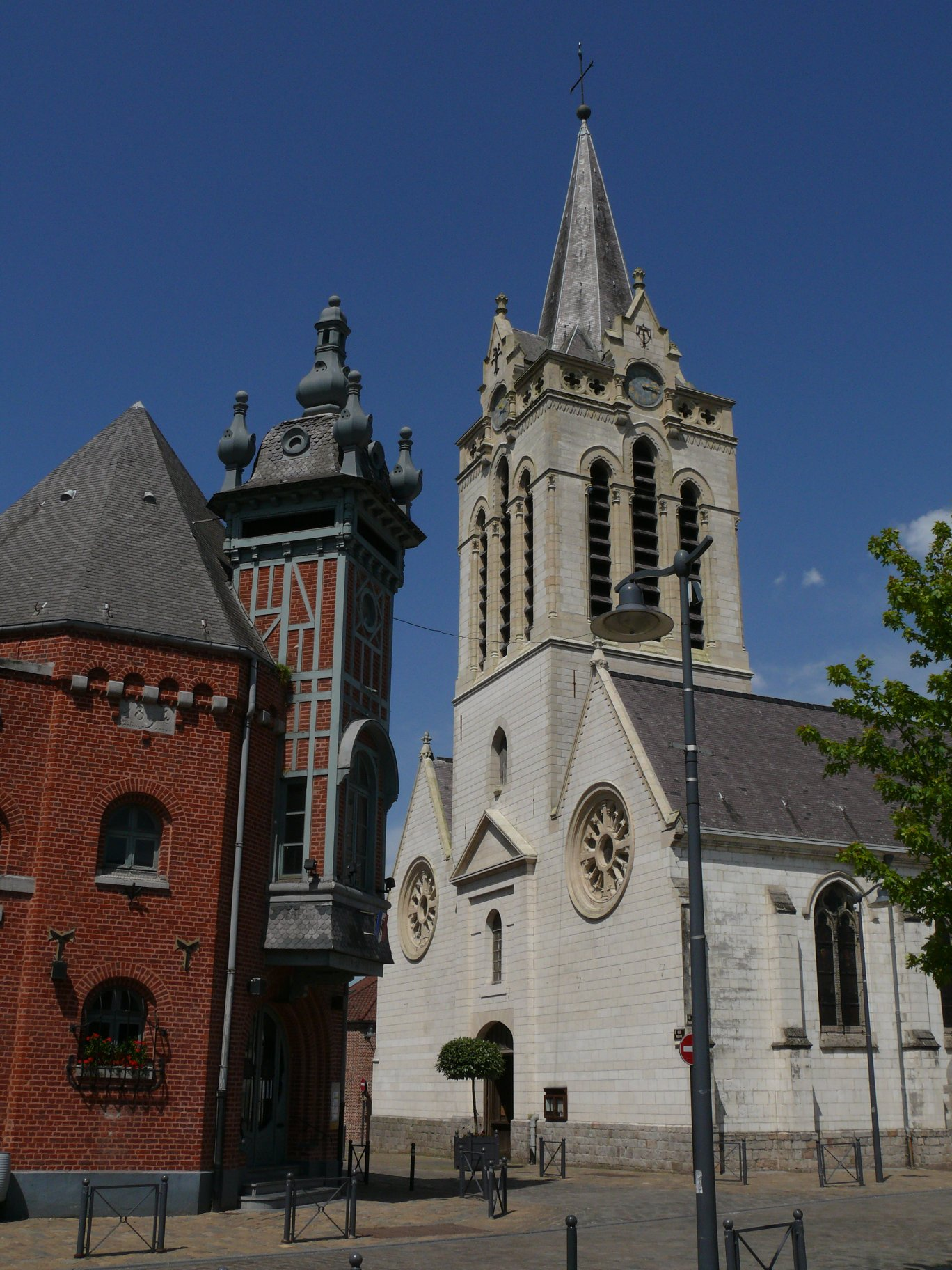
L'église et l'ancienne mairie.
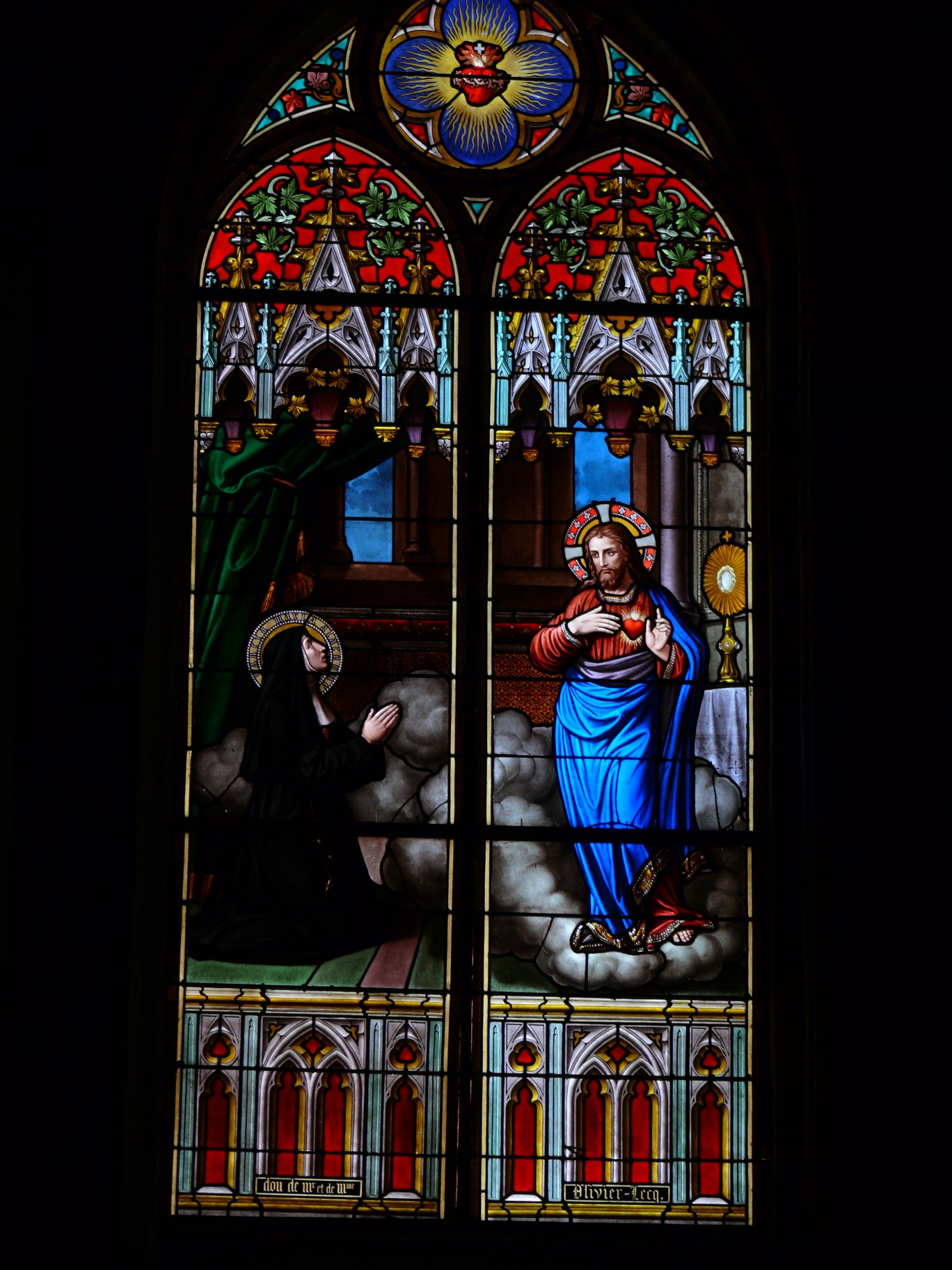
Marguerite-Marie Alacoque.
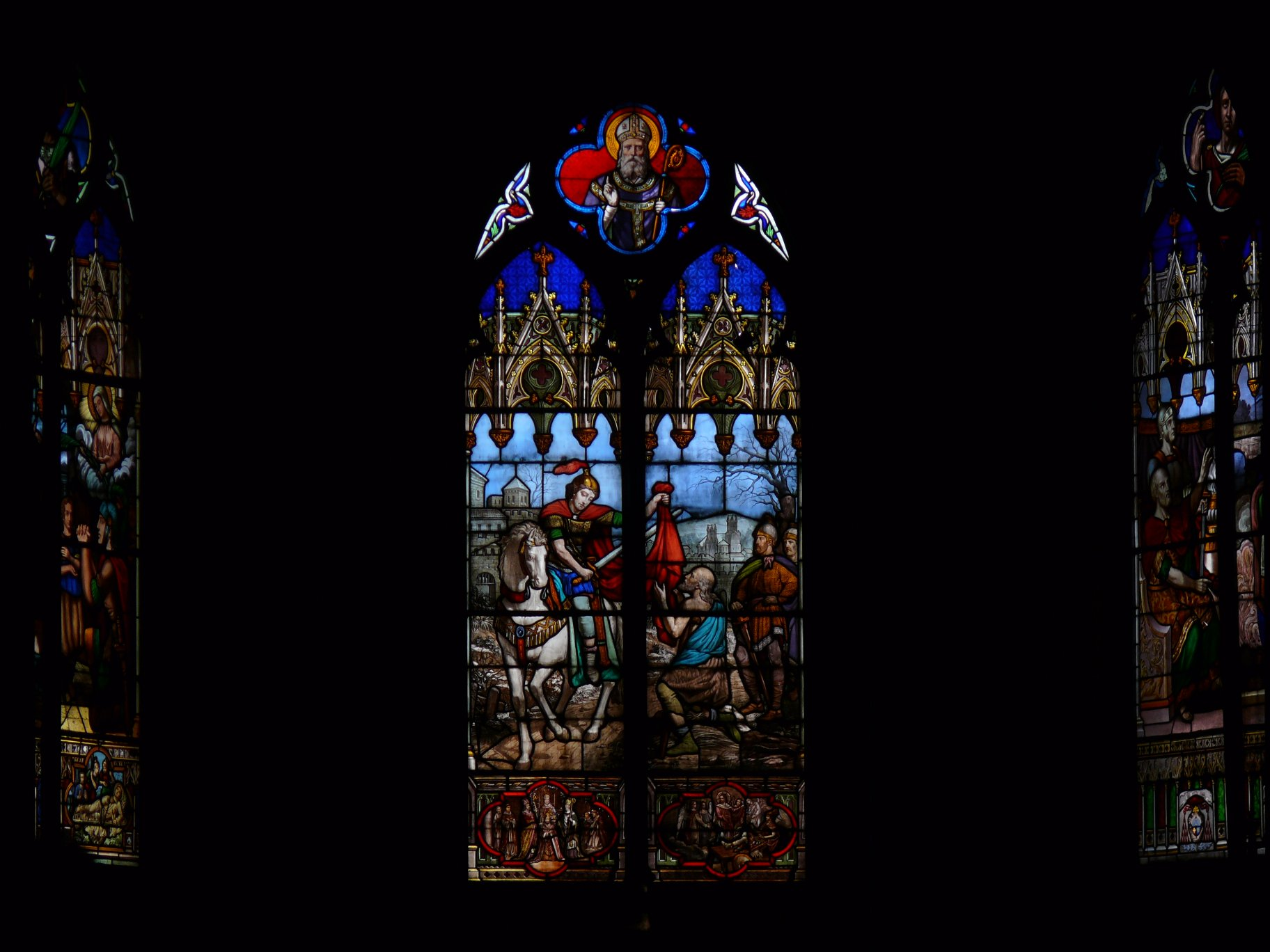
Martin de Tours.